# Francesco Gerbaldi
Francesco Gerbaldi   (La Spezia, 29 de juliol de 1858 - Pavia, 29 de juny de 1934) va ser un matemàtic italià conegut per haver demostrat el teorema de Gerbaldi.

## Vida i obra
Gerbaldi va estudiar a la universitat de Torí en la qual es va graduar el 1879. Els dos cursos següents va ser l'assistent del catedràtic Enrico D'Ovidio.
El 1890 va ser nomenat catedràtic de la universitat de Palerm en la qual va romandre fins al 1908 en que es va traslladar a la universitat de Pavia en la qual es va retirar el 1931.
Gerbaldi, que també havia fet ampliacions d'estudis a Roma i Alemanya, va presentar a Palerm les més modernes matemàtiques, generant una promoció de notables acadèmics, sobre tot, en àlgebra i teoria de grups. Conjuntament amb Giovanni Guccia, va consolidar el Circolo Matematico di Palermo com una institució de prestigi.
Gerbaldi és recordat per haver demostrat el 1883 el conegut com teorema de Gerbaldi, que estableix que existeixen exactament sis formes quadràtiques ternàries linealment independents no degenerades i mútuament apolars.